# Massacre de Distomo
- Invasion de l'Albanie
- Guerre italo-grecque
- Invasion de la Yougoslavie
- Opération Châtiment
- Bataille de Grèce
- Opération Abstention
- Bataille de Crète
- Campagne de la mer Noire

Le massacre de Distomo  (grec moderne : Η σφαγή τού Διστόμου ; allemand : Massaker von Distomo ou Distomo-Massaker) est un crime de guerre nazi perpétré par des membres de la Waffen-SS dans le village de Dístomo dans les derniers mois de l’occupation de la Grèce pendant la Seconde Guerre mondiale.

## Histoire
Le 10 juin 1944, pendant plus de deux heures, les troupes Waffen-SS de la 4e division SS Polizei Panzergrenadier, sous le commandement du SS-Hauptsturmführer Fritz Lautenbach, firent du porte-à-porte pour massacrer des civils grecs, afin de venger une attaque partisane. Un total de 218 hommes, femmes et enfants fut tué. Selon les survivants, les forces SS ont tué les bébés à coups de baïonnette dans leurs berceaux, poignardé les femmes enceintes et décapité le prêtre du village.
Après le massacre, un agent de la Geheime Feldpolizei qui accompagnait les forces allemandes informa les autorités que, contrairement aux allégations du rapport officiel de Lautenbach, les troupes allemandes avaient été attaquées à plusieurs kilomètres de Distomo et n’avaient pas subi de tir « de mortiers, de mitrailleuses ou de fusils depuis Distomo ». Une enquête fut ouverte. Lautenbach admit qu’il avait outrepassé les ordres, mais le tribunal se prononça en sa faveur, au motif qu’il avait été guidé, non par la négligence ou l'ignorance, mais par un sens des responsabilités envers ses hommes.
Karl Schümers (1905 – 1944) est un dirigeant de haut rang dans les Waffen-SS et la police Ordnungspolizei du régime nazi. Il commande la 4e SS Polizei Panzergrenadier Division en juillet - août 1944 et est impliqué dans de nombreuses atrocités majeures commises en Grèce en 1944, notamment à Kleisoura, Pyrgol, Distomo, Ipati, Sperchiáda. Le 16 août 1944, il a été tué par une mine heurtée par sa voiture à Arta (Nord-ouest de la Grèce).  
Plus de 70 ans après, les habitants de Distomo attendent toujours réparation de l'Allemagne ,. 
En 1997, la justice grecque condamne l'Allemagne à verser 28,6 millions d'euros aux familles des victimes 